# Hi Records
Hi Records es una compañía discográfica americana fundada en 1957 fundada por el cantante Ray Harris en Memphis, Tennessee, en la cual algunos de los fundadores son partidarios de la conocida Sun Records.

## Algunos artistas conocidos de la compañía
- Al Green
- Don Bryant
- O.V. Wright
- Ann Peebles
- Quiet Elegance
- Syl Johnson
- Bill Black
- Al Perkins
- Ace Cannon
- Willie Mitchell